# هنریک پاراویان
هنریک ناپولئونی پاراویان (ارمنی: Հենրիկ Նապոլեոնի Պառավյան؛ زادهٔ ۲۴ اوت ۱۹۴۷) یک سیاستمدار اهل ارمنستان است که از تاریخ ۱۹۹۵ تا تاریخ ۱۹۹۹ سمت نمایندگی دوره اول مجلس ملی جمهوری ارمنستان را برعهده داشت.

## زندگی‌نامه
در ۲۴ اوت ۱۹۴۷ در کیروواکان به دنیا آمد و از دانشگاه ملی علوم کشاورزی ارمنستان فارغ‌التحصیل شد. 